# روجر بارتون (مونتير)
روجر بارتون (بالإنجليزية: Roger Barton)‏ هو مونتير أمريكي، ولد في 1 يوليو 1965 في لوس أنجلوس في الولايات المتحدة.

## وصلات خارجية
- روجر بارتون على موقع IMDb (الإنجليزية)
- روجر بارتون على موقع ألو سيني (الفرنسية)
- روجر بارتون على موقع أول موفي (الإنجليزية)
- روجر بارتون على موقع قاعدة بيانات الأفلام السويدية (السويدية)
- روجر بارتون على موقع قاعدة بيانات الفيلم (الإنجليزية)
- روجر بارتون على موقع كينوبويسك (الروسية)